# Situmekar (Lembursitu)
Situmekar is een bestuurslaag in het regentschap Kota Sukabumi van de provincie West-Java, Indonesië. Situmekar telt 5178 inwoners (volkstelling 2010).